# Morte de honte !
Morte de honte ! (Mortified) est une série télévisée australienne créée par Angela Webberen et diffusée depuis le 30 juin 2006 sur Nine Network. En France, la série est diffusée depuis le 8 décembre 2006 sur Disney Channel et au Québec sur VRAK.TV.

## Synopsis
La vie de Taylor Fry est un vrai cauchemar, sa mère est une hippie, son père est propriétaire d'un magasin de sous-vêtement " le roi du sous-vêtement" et sa sœur est une blonde souvent amoureuse. Heureusement Taylor peut compter sur ses amis: Hector, son meilleur ami, qui est secrètement amoureux d'elle; Brittany, sa voisine; et Léon, champion de foot, dont elle est secrètement amoureuse. En bref, sa famille lui met souvent la honte  et cela ne lui plaît pas.

## Distribution

### Principaux
- Marny Kennedy : Taylor Fry
- Nicolas Dunn (VF : Alexandre Nguyen) : Hector Garcia, meilleur ami de Taylor.
- Maia Mitchell (VF : Jessica Barrier) : Brittany Flune, voisine et amie de Taylor.
- Dajana Cahill (VF : Natacha Muller) : Layla Fry, sœur aînée de Taylor.
- Andrew Blackman (en) (VF : Olivier Destrez) : Don Fry, père de Taylor et Layla.
- Rachel Blakely : Glenda Fry, mère de Taylor et Layla.
- Luke Erceg (en) : Leon Lipowski, élève populaire de la classe.

### Récurrents
- Sally McKenzie (en) : Mystic Marj, cousine de Glenda.
- Steven Tandy (en) : M. McClusky, professeur de la classe de Taylor.
- Peter Kent : Michael Flune, père de Brittany.
- Veronica Neave : Loretta Flune, mère de Brittany.
- David Anderson : Gary Lipowski, père de Leon.

 Source et légende : version française (VF) sur RS Doublage

## Épisodes

### Première saison (2006)
1. Le Cauchemar (Taylor's DNA)
2. Election (Bigger Than Vegas)
3. Surfeuse en herbe (Learning To Surf)
4. Tombée des nues (Mother In The Nude)
5. L'Élue (The Chosen One)
6. Leçon de choses (The Talk)
7. Tarte ou pas ? (Flag Fall)
8. Premier match (The Big Game)
9. Le vaisseau mère (Return Of The Mothership)
10. Exil en Écosse (The Cross Country)
11. La Mauvaise Graine (Taylor Turns Bad)
12. C'est tout moi ! (Being Me)
13. Le Choix du collège (Leaving Primary)

### Deuxième saison (2007)
1. La Nouvelle École (Little Fish)
2. La Fête d'anniversaire (Parent Teacher Night)
3. Don de voyance (D.J. Taylor)
4. Le Jeu concours (School Trivia Night)
5. Autoportrait (Taylor's Self Portrait)
6. Le Mariage (The Wedding)
7. Astronaute en herbe (First Child in Space)
8. Tante Allie (The Family Tree)
9. Le Divorce (Divorce Camp)
10. Mon premier portable (Taylor Gets A Job)
11. Rome ne s'est pas faite en un jour (Rome Wasn't Built in a Day)
12. Des souris et des hommes (Girl Power)
13. Famille, je vous aime (Taylor's Song)